# Crazy Stone (Software)
Crazy Stone ist ein Computerprogramm, das das asiatische Brettspiel Go spielt. Es gehört zu den stärksten Programmen dieses Genres am Markt und erzielte mehrere Siege gegen Dan-Spieler. Entwickelt hat es der französische Informatiker Rémi Coulom.

## Geschichte und Verfahren
Die Geschichte des Computer-Go begann 1968, als der Spieltheoretiker Albert L. Zobrist eine Software entwickelte, die absolute Anfänger in Go schlug. Go gilt als ein Vielfaches komplexer als Schach. Selbst die leistungsstärksten Computer um das Jahr 2010 herum konnten keine Rechentiefe herstellen, um einen sinnvollen Zug vorzuplanen. Erst Maschinenlernverfahren mit einem viel freieren, nicht deterministischen Ansatz der Programmierung führten zu deutlich besseren Ergebnissen. Der Durchbruch kam mit dem Sieg von AlphaGo gegen Lee Sedol, einen Spieler von Spitzenrang. AlphaGo gibt es nicht kommerziell zu kaufen. Es setzt auf Maschinenlernen und dem Monte-Carlo-Algorithmus auf.
Wie AlphaGo Master basiert auch Crazy Stone auf dem automatisierten Studium zahlreicher Go-Partien. Die Züge selbst werden mit der Monte-Carlo-Methode statistisch gewichtet. Im Prinzip spielt Crazy Stone mehrere Zufallspartien mit der vorgegebenen Ausgangsstellung weiter und zu Ende, um dann einen optimalen Zug zu präsentieren. Bei jedem Schritt des Probe-Durchspielens sorgt die Monte-Carlo-Verzweigungssuche (MCTS) für eine Einschränkung des weiteren Suchraums, also der Zahl der möglichen Folgezüge.
Rémi Coulom kommt selbst aus der Programmierung von Computern mit neuronalen Netzen und hatte eine frühe Version von Crazy Stone 2006 entwickelt, bereits mit Mustererkennung, jedoch ohne maschinelle Lernverfahren. 2007 siegte Crazy Stone beim Computer Go UEC Cup in Tokio. 2011 kam die erste kommerzielle Version beim japanischen Computerspielevertrieb Unbalance heraus und gewann in Folge mehrere Turniere auch gegen starke Spieler. Es gilt 2017 als die stärkste Computer-Go-Software, die man kaufen kann. Zu den Konkurrenten gehören unter anderem Deep Zen und Leela, die auf ähnlichen Entscheidungsmethoden beruhen.
Crazy Stone bietet neben Spielstärken bis zu 7 Dan auch eine Analyse der Stellung zu jedem Zeitpunkt. Das Programm ist für Windows verfügbar sowie als Champion Go für iOS und Android.

## Einige Turniere seit 2010
- 21. März 2016: 3. Platz beim UEC Cup
- 3. März 2015: 1. Platz beim UEC Cup
- 2014: Sieg gegen den 9-Dan-Profispieler Norimoto Yoda, mit vier Vorgabesteinen
- 2013: Sieg gegen den 9-Dan-Profispieler Yoshio Ishida, mit vier Vorgabesteinen
- 2012: Doppelpartie gegen den 5-Dan-Profispieler Catalin Taranu auf dem European Go Congress. Crazy Stone gewann das erste und verlor das zweite Spiel.
- 23. April 2011: Erster Sieg gegen einen Profispieler auf dem KGS Go-Server (5 Dan)

## Weblink
- Website der Software